# Hajdúhadház
Hajdúhadház è una città dell'Ungheria di 13.070 abitanti (dati 2001). È situata nella contea di Hajdú-Bihar.